# Antidepressivo tetracíclico

Os tetracíclicos possuem quatro ciclos de carbono.

Antidepressivos tetracíclicos (ADTC) são medicamentos usados no tratamento de transtornos do espectro depressivo que foram introduzidas pela primeira vez na década de 1970. Muito similares aos antidepressivos tricíclicos. Geralmente, os antidepressivos tetracíclicos são menos perigosos em overdose que os antidepressivos tricíclicos. Atualmente são usados como terceira opção, quando os inibidores da recapturação da serotonina ou/e noradrenalina (ISRS e ISRN) não serviram.
Possui efeito analgésico e pode causar sedação. Recomenda-se não dirigir após tomar o medicamento enquanto durar a sonolência. Potencializa os efeitos indesejáveis do álcool.

## Mecanismo de ação
Inibem a recaptação pelos transportadores de serotonina, dopamina e noradrenalina (monoaminas) na membrana pré-sináptica, resultando em uma liberação mais prolongada desses neurotransmissores na fenda sináptica. Também atuam como antagonistas ou agonistas inversos dos receptores: 5-HT1A, 5-HT2A (serotoninérgicos), α1, α2 (alfa adrenérgicos), D2 (dopaminérgico), H1 (histaminérgico) e mACh (muscarínico).  Seu amplo espectro de ação pode ser útil antes do diagnóstico, mas resulta em um amplo número de efeitos colaterais. Assim é esperado que após avaliação psiquiátrica seja escolhido um medicamento mais específico, que atue apenas nos receptores-problema. 

## Fármacos da classe
- Maprotilina: Deprilept, Ludiomil, Psymion)
- Mianserina: Bolvidon, Norval, Tolvon)
- Mirtazapina: (Remeron, Avanza, Zispin)
- Pirlindol: Pirazidol) (Também é inibidor reversível da monoamina oxidase A)
- Setiptilina: (Tecipul)
- Trazodona: (Donaren)

## Efeitos colaterais
Como inibe os receptores muscarínicos pode produz sintomas anticolinérgicos, tais como: ansiedade, agitação, desorientação, disartria, comprometimento da memória, alucinações, mioclonias, convulsões, taquicardia, arritmias, dilação das pupilas, elevação da temperatura corporal, constipação intestinal e retenção urinária.
Parar de usar bruscamente pode causar uma síndrome de abstinência nas primeiras 48 horas após a suspensão. A abstinência pode ser associada a dessensibilização e adaptação colinérgica e gera mal-estar, náuseas, vômitos, diarreia, ansiedade, irritabilidade, insônia, sonhos vívidos, movimentos parkinsonianos e/ou acatisia.

## Superdosagem
A overdose é caracterizada por confusão, convulsões, alterações de concentração, sonolência grave, dilação das pupilas, alteração da frequência cardíaca, febre, alucinações, inquietação ou agitação, respiração rápida ou difícil, cansaço, fraqueza intensa e vômitos. O tratamento da intoxicação consiste em diminuição da absorção (lavagem gástrica), aumento da eliminação (administração de pasta de carvão ativado seguida de estimulação catártica), e tratamento específico das intercorrências cardiopulmonares.

## Gravidez e lactância
Não há registros de causar má-formação em estudos com animais, sendo assim categoria B. Deve-se interromper seu uso apenas nas últimas duas semanas antes do parto. Pode ser usado por lactantes.